# MacBeth Sibaya
Ntuthuko MacBeth-Mao Sibaya (Durban, 25 novembre 1977) è un ex calciatore sudafricano, di ruolo centrocampista.

## Carriera
Ha partecipato al campionato del mondo 2002.

## Palmarès
- Campionato norvegese: 1

Rosenborg: 2002
- Campionato russo: 2

Rubin Kazan': 2008, 2009
- Supercoppa di Russia: 1

Rubin Kazan': 2010